# Saint-Norbert
Saint-Norbert är en kommun av typen socken (municipalité de paroisse) i provinsen Québec i Kanada. Den ligger i regionen Lanaudière, i den sydöstra delen av landet, 200 km öster om huvudstaden Ottawa. Antalet invånare var 1 060 vid folkräkningen 2021. Landarean är 75 kvadratkilometer.